# الجبلة (ردفان)

تعديل مصدري - تعديل

الجبلة هي إحدى قرى عزلة الحبيلين بمديرية ردفان التابعة لمحافظة لحج، بلغ تعداد سكانها 241 نسمة حسب تعداد اليمن لعام 2004.